# Radio BE1
Radio BE1 war ein kommerzielles Berner Lokalradio. Es war vom 15. Mai 2001 als Nachfolger von Radio Förderband bis 6. April 2010 auf Sendung. Betrieben wurde Radio BE1 durch die Radig AG, welche zu ca. 80 % im Besitz von Ringier und zu ca. 20 % im Besitz der Publigroupe SA waren.
Am Ostermontag, 5. April 2010 um 18h wurde das Programm von Radio BE1 eingestellt. Auf den Frequenzen von Radio BE1 sendet seit dem 9. April 2010 der Sender Energy Bern, welcher Teil einer weltweiten Kette von Jugendradios ist.

## Geschichte
Sein Vorgänger, Radio Förderband, ging am 31. Dezember 1983 auf Sendung und gehörte zu den Pionieren der Lokalradios in der Schweiz. Das vielfältige Kulturprogramm wurde von freien Mitarbeitern und Gruppen gestaltet und in mehreren Sprachen gesendet. Kommerziell hatte Radio Förderband keinen Erfolg. 1985 wurde auf das moderierte Programm verzichtet und ein Jahr später mit Hilfe des Radiopioniers Roger Schawinski unter dem Namen Bern 104 – Radio Förderband ein Neustart versucht.
Das neue Konzept beruhte auf der Idee, tagsüber ein kommerzielles, mehrheitenfähiges Musikprogramm mit vielfältiger Information zu senden, und am Abend den Hörern ein abwechslungsreiches Kulturprogramm für sprachliche, musikalische, kulturell- und sachthemen-interessierte Minderheiten zu bieten. Bei den Hörerzahlen konnte Bern 104 – Radio Förderband seinen lokalen Konkurrenten Radio extraBE nie erreichen.
1989 wechselte der Sender wieder seinen Namen zu Radio Förderband, 1993 übernahm das Zeitungshaus Der Bund den Sender. Verschiedene kleinere und grössere Programm-Konzeptänderungen bis ins Jahr 2000 konnten den Sender nicht nachhaltig aus seiner ungemütlichen Lage befreien. Im Jahr 2000 entschied sich die Geschäftsleitung und in der Folge auch der Verwaltungsrat zu einem Neustart mit einer neuen Ausrichtung des Programms unter neuem Namen: Radio BE1. Der Sender mit einem völlig neuen Programm, einem neuen Logo und auch noch einer neuen Sendefrequenz wurde innerhalb einiger Wochen und blieb seither die Nummer 1 der Berner Privatradios; in der Folge stabilisierte sich der Sender auch wirtschaftlich nachhaltig.
Das neue Programm zeichnete sich durch seine Hörernähe aus: Regelmässige Hörerumfragen sorgten dafür, dass nur Musik gespielt wurde, welche dem Geschmack der werberelevanten Zielgruppe der 15–49-Jährigen entsprach, und auch die Menge und Art der Präsentation der Informationen (Nachrichten, Wetter, Verkehr, Musik-, Kultur-, Konsumenten- und Lifestyle-Infos etc.) wurden exakt auf das Zielpublikum hin formatiert. Das wichtigste Programm-Element war die fröhliche, vierstündige Morgenshow mit viel Service und Humor.
Am Ostermontag, 5. April 2010 um 18h wurde das Programm von Radio BE1 eingestellt. Auf den Frequenzen von Radio BE1 sendet seit dem 9. April 2010 der Sender Energy Bern, welcher Teil einer weltweiten Kette von Jugendradios ist.

## Empfang
Das Sendegebiet von Radio BE1 umfasste einen Radius von rund 15–30 km rund um die Stadt Bern. Die Hauptfrequenz lautet 101,7 MHz, der Sender steht auf dem Bantiger.
In Schönbühl und auf dem Belpberg stehen zwei kleinere Sender (Region Grauholz-Schönbühl 106,6 MHz, Region Aaretal-Belpberg 96,3 MHz).
Im Cablecom-Kabelnetz war Radio BE1 auf 97,0 MHz zu hören.